# David Loaiza

David Alejandro Loaiza (Medellín, Antioquia, Colombia; 3 de octubre de 1993) es un exfutbolista colombiano que juega como mediocentro defensivo  y su equipo actual es el Deportivo Independiente Medellín de la Categoría Primera A de Colombia.

## Inicios
Sus inicios en el fútbol profesional se dieron en la Liga Panameña de Fútbol, donde debutó con el Chorrillo Fútbol Club, en su primera temporada como profesional disputó 32 partidos y marcó dos goles, además logró el título de la Primera División de Panamá venciendo al Club Deportivo Árabe Unido por un resultado de 5-1. Después de su paso por Chorrillo Fútbol Club, pasó a formar parte del Club Deportivo Universitario donde estuvo por una temporada y disputó 30 partidos.

## Trayectoria

### Itagüí Leones
Llegó al fútbol colombiano en la segunda mitad de 2019 para disputar la Categoría Primera B con el club Itagüí Leones, donde logró destacarse durante 36 partidos disputados, lo que lo puso en la mira de los equipos de la Primera División del fútbol colombiano.

### Independiente Medellín
Fue anunciado por el Independiente Medellín como nueva incorporación de cara a las competencias del 2021.

## Clubes
| Club                   | País     | Año           | Partidos | Goles |
| ---------------------- | -------- | ------------- | -------- | ----- |
| Chorrillo F. C.        | Panamá   | 2017 - 2018   | 32       | 2     |
| Universitario          | Panamá   | 2018-2019     | 30       | 0     |
| Itagüí Leones          | Colombia | 2019-2020     | 36       | 0     |
| Independiente Medellín | Colombia | 2021-presente | 105      | 1     |

## Palmarés

### Campeonatos nacionales
| Título        | Club                   | País     | Año  |
| ------------- | ---------------------- | -------- | ---- |
| LPF           | Chorrillo Fútbol Club  | Panamá   | 2017 |
| Copa Colombia | Independiente Medellín | Colombia | 2020 |